# Pegah Ferydoni
Pegah Ferydoni (n. 25 iunie 1983, Teheran) este o actriță germană de origine iraniană. Tatăl ei este georgian iar mama azerbaidjană. Familia a sosit în Germania când Pegah avea 2 ani, ea a copilărit în Berlin. Pegah a studiat 3 semestre filozofie la Universitatea din Potsdam. Ea are un succes deosebit prin rolul jucat în filmul serial Türkisch für Anfänger (Limba turcă pentru începători). Pegah Ferydoni este de asemenea solistă în trupa muzicală "Shanghai Electric".

## Filmografie (selectată)

### Seriale TV
- 2003: Großstadtrevier – Jagd auf Selay
- 2004: Der letzte Zeuge – Das Rad des Lebens
- 2004: SOKO München – Tango Mortale
- 2005: König von Kreuzberg
- 2005–2008: Türkisch für Anfänger
- 2005: Typisch Sophie
- 2005: Kommissarin Lucas – Skizzen einer Toten
- 2006: Sperling – Der Falke
- 2006: Tatort – Liebe am Nachmittag
- 2006: SOKO Köln
- 2006: Die Anwälte – Selbstjustiz
- 2007: Der Kriminalist [5]
- 2008: Doctor’s Diary
- 2009: Tatort – Baum der Erlösung

### Filme TV
- 2004: Folge der Feder
- 2006: Peer Gynt
- 2007: Freiwild. Ein Würzburg-Krimi
- 2008: Sklaven und Herren
- 2008: Wenn wir uns begegnen
- 2009: Der verlorene Sohn
- 2010: Bella Vita

### Cinema
- 2003: Skifahren unter Wasser
- 2009: Women Without Men
- 2009: Zweiohrküken
- 2010: Ayla